# Sub auspiciis Imperatoris

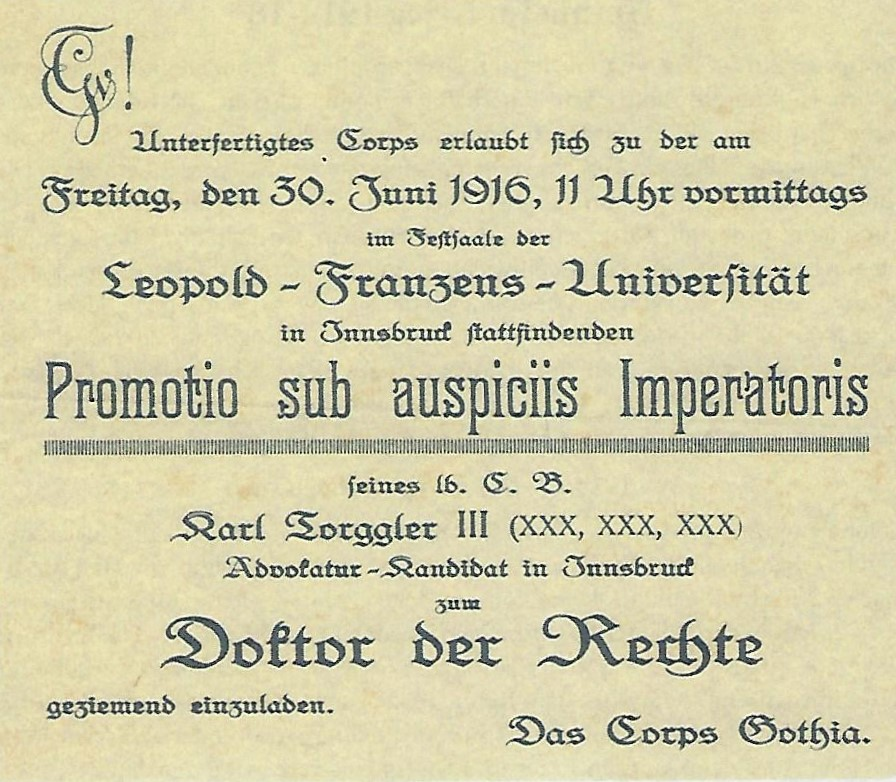
Innsbruck 1916

Die Promotio sub auspiciis Imperatoris (lat. unter der Aufsicht des Kaisers) bzw. in der ungarischen Reichshälfte sub auspiciis Regis (lat. unter der Aufsicht des Königs) war eine seit der Zeit der Gegenreformation an den österreichischen Universitäten bestehende besonders feierliche Form der Promotion.

## Bedeutung
Ursprünglich eingeführt wurde diese Form der Promotionsfeier im 17. Jahrhundert, als die Jesuiten eine dominierende Rolle an der Wiener Universität spielten. Zunächst beschränkte sie sich auf die philosophische Fakultät und dort auf ausschließlich hochadelige Kandidaten. In jedem Fall war die Voraussetzung eine auf Ersuchen erfolgte Bewilligung des Kaisers, woraufhin ein Vertreter des Kaisers an der Feier teilnahm, der dann auch das Ehrengeschenk überreichte, meist eine schwere goldene Kette oder ein Medaillon mit einem Bildnis des Kaisers. Erst 1735 gab es eine solche Promotion erstmals an der juristischen Fakultät, 1749 erstmals an der medizinischen Fakultät. Im Lauf des 18. Jahrhunderts wurden nach und nach auch Promovenden aus Kleinadel und Bürgertum so ausgezeichnet. Am 27. Dezember 1771 wurde das Verfahren neu geregelt. Im 19. Jahrhundert wurde die Auszeichnung zunächst nur noch selten verliehen (zwischen 1841 und 1878 kein einziges Mal), nach dem Erlass von 1888 wieder häufiger.
Sie war als solche bis zum Ende des habsburgischen Kaisertums 1918 möglich. Ein Doktorkandidat, der die Maturitätsprüfung und alle Universitätsprüfungen mit ausgezeichnetem Erfolg bestanden hatte, war laut Erlass des k.k. Ministeriums für Cultus und Unterricht vom 28. August 1888 berechtigt, einen derartigen besonders feierlichen Promotionsakt zu beantragen, bei dem sich der Kaiser in der Regel durch den Statthalter des betreffenden Kronlandes vertreten ließ und dem neu kreierten Doktor ein Brillantring mit den kaiserlichen Initialen überreicht wurde. Alljährlich durfte eine solche Promotion an den Fakultäten der Universität Wien höchstens dreimal, an den anderen Universitäten nur einmal vollzogen werden, wobei die Verleihung turnusmäßig unter den Fakultäten zu alternieren hatte. Die Promotion sub auspiciis Imperatoris war demgemäß eine ganz besondere Auszeichnung.

## Bürgerliche Anpassung
1952 wurde sie als Sub auspiciis (Promotio sub auspiciis Praesidentis rei publicae) wieder eingeführt, wobei der Bundespräsident (Österreich) die Rolle des Kaisers übernahm.